# Crash (romanzo Jerry Spinelli)
Crash è un romanzo per ragazzi scritto da Jerry Spinelli e pubblicato nel 1996.
Il libro è stato tradotto in varie lingue, tra le quali il giapponese, lo spagnolo, l'ungherese, il tedesco, il polacco e l'italiano

## Trama
Il romanzo racconta le vicende di John, chiamato da tutti Crash, perché a sei anni si è scontrato contro la sua cuginetta con una tale forza da mandarla a gambe levate. 
In una calda giornata di sole, mentre Crash sta scavando in giardino, giunge un bambino di nome Penn Webb, con al petto un distintivo enorme. Penn è originario del Dakota del Nord, ma si è recentemente trasferito in Pennsylvania.
Penn abita in una piccola casa, non più grande di un garage; possiede una tartaruga che porta a spasso come se fosse un cane, e sotto la quale ha inciso il suo nome. Il padre di Penn ha l'hobby di costruire uccelli con qualsiasi materiale, mentre sua madre realizza distintivi. Entrambi lavorano in casa. Mentre il padre di Crash lavora settanta ore alla settimana e sua madre, invece, lavora e va anche a scuola.
Penn è un bambino quacchero, esile, non crede nella violenza, vegetariano, credulone e un po' imbranato. Fin dal loro primo incontro Crash dimostra di essere prepotente con Penn, prendendolo in giro, senza che quest'ultimo reagisca. Nei primi giorni di scuola Penn viene preso in giro sia da Crash che dal suo amico Mike. Crash vede Penn iscriversi per fare la ragazza pon-pon, mentre lui e Mike si iscrivono a football.
Mentre Crash batte tutti i record di touchdown della scuola, a casa sua si trasferisce il nonno Scooter. Alla fine della stagione di football, vengono organizzate le selezioni di atletica. In quel periodo, nonno Scooter aiuta la sorella di Crash a costruire una casa sull'albero, ma è vittima di un ictus. La tragedia che ha coinvolto il nonno cambia Crash, rendendolo più umile e gentile. Le finali delle selezioni di atletica vedono Crash contro Penn. Al momento della partenza Crash dà un consiglio a Penn, consentedogli di vincere. Alla fine Crash smette di provocare Penn con scherzi pesanti, anzi lo difende, e i due diventano molto amici.

## Edizioni in italiano
- Jerry Spinelli, Crash, traduzione di Mario Bellinzona; illustrazioni di Alberto Rebori, Milano: A. Mondadori, 1996
- Jerry Spinelli, Crash, traduzione di Mario Bellinzona; illustrazioni di Alberto Rebori, Milano: Mondadori junior, 2007
- Jerry Spinelli, Crash, a cura di Monica Floreale, Milano: Mondadori scuola, 2008
- Jerry Spinelli, Crash, legge: Sara Ciganotto, Feltre: Centro internazionale del libro parlato, 2011
- Jerry Spinelli, Crash, traduzione di Mario Bellinzona; illustrazioni di Alberto Rebori, Milano: Oscar Mondadori, 2011